# MyNetworkTV

MyNetworkTV（MNT、MNTV）是美國的一家電視網。為福斯公司的旗下公司。自2006年9月5日開始運營。
2006年1月24日，WB的母公司時代華納和運營UPN的CBS股份公司宣佈關閉這兩家電視台，以新設立的CW電視台取代而之。2月22日，新聞集團宣佈將設立新的電視台。新聞集團控股的部份加盟電視台並未加入CW電視台，而是另行新設了MyNetworkTV。因原The WB和UPN的大多數節目都由CW播出，所以目前MyNetworkTV的節目主要以重播電視劇為主。

## 外部連結
- MyNetworkTV.com（页面存档备份，存于） (Official Website)